# Alphabet berbère latin
Pour les articles homonymes, voir Alphabet berbère.
L'alphabet berbère latin (berbère : Agemmay amaziɣ alatin) est un alphabet basé sur l'alphabet latin, comportant vingt-trois lettres latines standards et dix lettres supplémentaires. Sa forme a été fixée par le linguiste Mouloud Mammeri dans les années 1960 d'où il tira son appellation : Tamɛemrit.
Cet alphabet est largement utilisé dans l'écriture des oeuvres littéraires, des articles journalistiques et de médias notamment en kabyle ainsi que pour communiquer sur Internet.

## Présentation

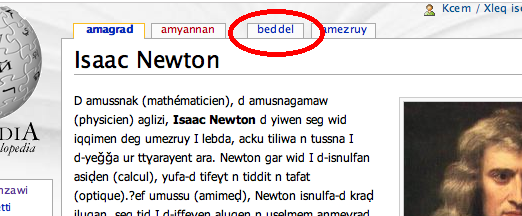
Édition de Wikipédia en langue kabyle utilisant l'alphabet latin.
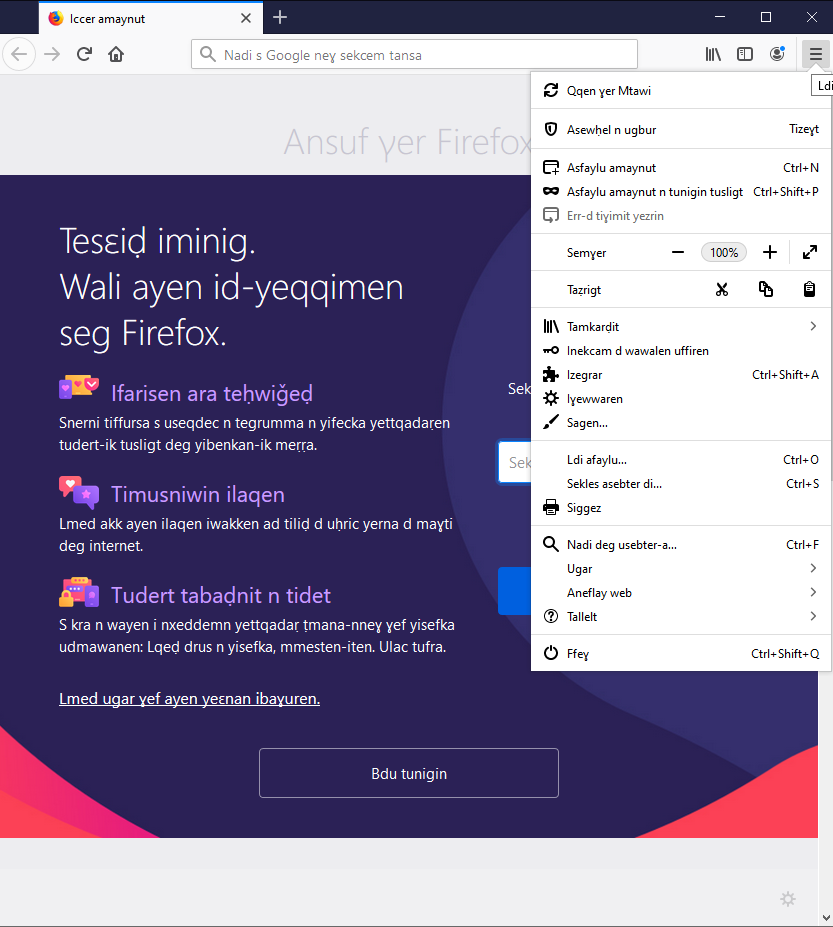
Firefox en langue kabyle utilisant l'alphabet latin.
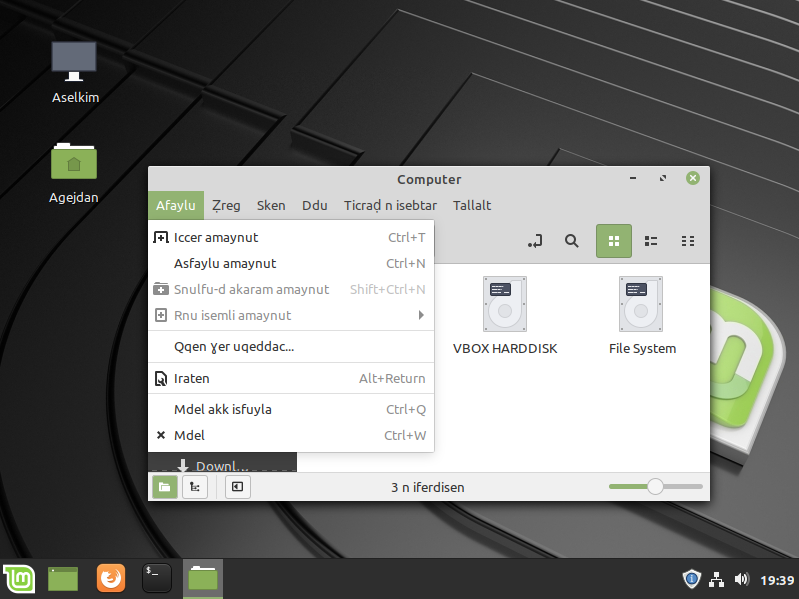
Linux Mint en langue kabyle utilisant l'alphabet latin.
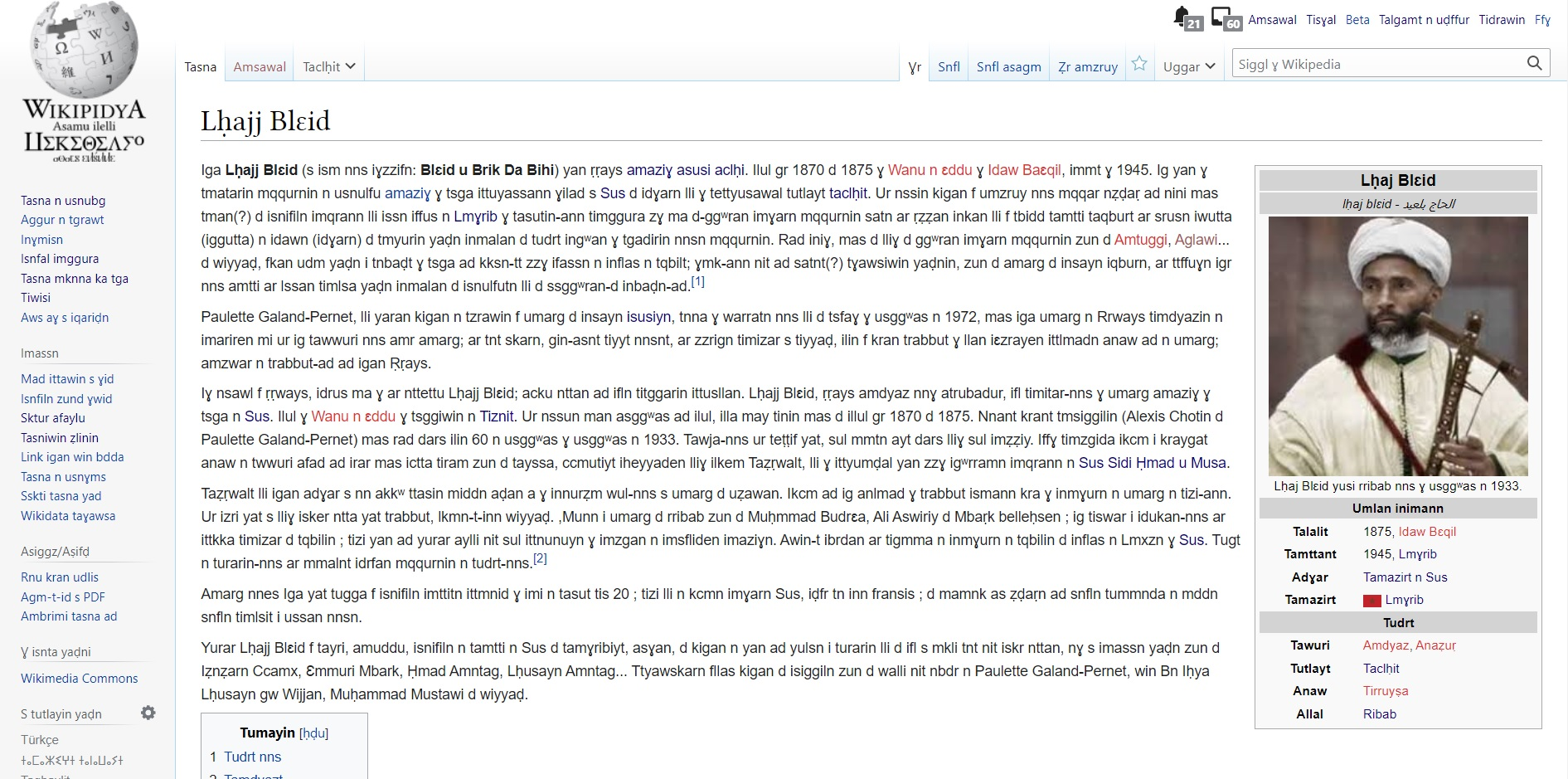
Édition de Wikipédia en langue chleuhe utilisant l'alphabet latin.

## Berbère du Nord
En kabyle, les lettres standards adoptées par le CLDR sont comme suit : 
| Les 33 lettres de l'alphabet amazigh |   |   |   |   |   |   |   |   |   |   |   |   |   |   |   |   |   |   |   |   |   |   |   |   |   |   |   |   |   |   |   |   |
| A                                    | B | C | Č | D | Ḍ | E | Ɛ | F | G | Ǧ | Ɣ | H | Ḥ | I | J | K | L | M | N | Q | R | Ṛ | S | Ṣ | T | Ṭ | U | W | X | Y | Z | Ẓ |
| Minuscules                           |   |   |   |   |   |   |   |   |   |   |   |   |   |   |   |   |   |   |   |   |   |   |   |   |   |   |   |   |   |   |   |   |
| a                                    | b | c | č | d | ḍ | e | ɛ | f | g | ǧ | ɣ | h | ḥ | i | j | k | l | m | n | q | r | ṛ | s | ṣ | t | ṭ | u | w | x | y | z | ẓ |
En kabyle, comme dans d'autres variantes amazighes et plus spécifiquement sur Internet, certaines lettres comme ɣ et ɛ, issues de l’alphabet latin étendu, sont utilisées pour transcrire des sons spécifiques absents de l’alphabet latin de base.
Avant la généralisation d’Unicode et des dispositions de claviers adaptés, des caractères grecs visuellement similaires aux latins tels que γ, ε ou Σ étaient parfois utilisés comme substituts, y compris sur les machines à écrire.
Cette pratique, due à des contraintes techniques et à l’absence de standardisation à l'époque, est aujourd’hui déconseillée car elle entraîne des confusions typographiques et linguistiques, ainsi que des problèmes de compatibilité dans les traitements informatiques. L’usage des lettres latines au lieu de celles issues du grec est recommandé.

## Lettres standards en Tifinagh
| Lettre | Néo-tifinagh (IRCAM) | Prononciation                                  |
| ------ | -------------------- | ---------------------------------------------- |
| A      | ⴰ                    | /æ/                                            |
| B      | ⴱ                    | /b/                                            |
| C      | ⵛ                    | /ʃ/                                            |
| D      | ⴷ                    | /d/ ou /ð/                                     |
| E      | ⴻ                    | /ə/                                            |
| F      | ⴼ                    | /f/                                            |
| G      | ⴳ                    | /g/ ou /ʝ/                                     |
| H      | ⵀ                    | /h/                                            |
| I      | ⵉ                    | /i/                                            |
| J      | ⵊ                    | /ʒ/                                            |
| K      | ⴽ                    | /k/ ou /ç/                                     |
| L      | ⵍ                    | /l/                                            |
| M      | ⵎ                    | /m/                                            |
| N      | ⵏ                    | /n/                                            |
| Q      | ⵇ                    | /q/ ou /ɢ/                                     |
| R      | ⵔ                    | /r/                                            |
| S      | ⵙ                    | /s/                                            |
| T      | ⵜ                    | /θ/                                            |
| U      | ⵓ                    | /u/                                            |
| W      | ⵡ                    | /w/                                            |
| X      | ⵅ                    | /x/, comme le ‹ kh › sémite, la jota espagnole |
| Y      | ⵢ                    | /j/                                            |
| Z      | ⵣ                    | /z/                                            |

| Lettres latines usuelles | Équivalent néo-tifinagh | Équivalent API |
| ------------------------ | ----------------------- | -------------- |
| Bʷ bʷ / B° b°            | ⴱⵯ                      | [bʷ]           |
| Gʷ gʷ / G° g°            | ⴳⵯ                      | [ɡʷ]           |
| Ɣʷ ɣʷ / Ɣ° ɣ°            | ⵖⵯ                      | [ɣʷ]           |
| Kʷ kʷ / K° k°            | ⴽⵯ                      | [kʷ]           |
| Qʷ qʷ / Q° q°            | ⵇⵯ                      | [qʷ]           |
| Xʷ xʷ / X° x°            | ⵅⵯ                      | [ xʷ]          |

## Autres
| Lettre | Unicode   | Néo-tifinagh (IRCAM) | Prononciation                             |
| ------ | --------- | -------------------- | ----------------------------------------- |
| č      | 010C/010D | ⵜⵛ, ⵞ*               | /t͡ʃ/                                      |
| ḍ      | 1E0C/1E0D | ⴹ                    | d emphatique                              |
| ǧ      | 01E6/01E7 | ⴷⵊ, ⴵ*               | /d͡ʒ/                                      |
| ḥ      | 1E24/1E25 | ⵃ                    | comme le ح arabe ou le ח hébreu           |
| ṛ      | 1E5A/1E5B | ⵕ                    | r emphatique                              |
| ṣ      | 1E62/1E63 | ⵚ                    | s emphatique                              |
| ṭ      | 1E6C/1E6D | ⵟ                    | t emphatique                              |
| ẓ      | 1E92/1E93 | ⵥ                    | z emphatique                              |
| ɛ      | 0190/025B | ⵄ                    | comme le ع ʿayn arabe ou le ע ʿayn hébreu |
| ɣ      | 010C/03B3 | ⵖ                    | /ʁ/                                       |

(*) Académie berbère

## Autres phonèmes
L’écriture du kabyle utilisait les lettres ‹ ţ, z̧ › (lettres ‹ t, z › avec cédille) pour noter les consonnes affriquées /t͡s/ et /d͡z/, respectivement. Afin d’unifier l’écriture des langues berbères, l’Inalco recommande en 1996 de les remplacer par les digrammes ‹ tt, zz ›.